# Mas d'en Munter
El Mas d'en Munter és una masia de Vilanova d'Escornalbou (Baix Camp) inclosa a l'Inventari del Patrimoni Arquitectònic de Catalunya.

## Història
La primera notícia documental d'aquest mas es remunta al segle xii, i fou una antiga quadra, situada vora l'antic camí de Reus i el barranc de la Font, avui integrada al terme de l'Arbocet, i formà part de la baronia d'Escornalbou.
En un document del 1477 apareix esmentat en una reducció d'impostos que va fer l'arquebisbe de Tarragona Pere d'Urrea, amb el nom de mas de l'Olivera d'en Pere Munter, encara que els Munter ja n'eren propietaris des del 1421.
El 1623 es va produir un plet entre Vilanova, Riudecanyes i el Mas d'en Munter per la devesa. El 1649, encara rebia el nom de mas de l'Olivera. El 1717 tenia 2 veïns, 10 habitants el 1719, 3 habitants el 1787, 20 habitants el 1833, i 9 habitants el 1848. El 1716 hi havia una sola casa, i el 1719 en tenia dues, però entre 1773 i 1819 en tornà a tenir només una.

## Descripció
Aquesta antiga masia fortificada, actualment molt transformada per les restauracions, consta de diverses edificacions, construïdes en diferents èpoques imitant el tipus de parament antic. Conserva una torre de defensa de planta quadrada de gran altura, amb merlets i matacans, feta de paredat amb reforços de carreus als angles, molt modificada també. La tradició popular parla del possible origen romà de la torre. La casa, de planta rectangular, és de construcció similar a la de la torre, amb portes d'arc dovellades i una petita espadanya en un dels costats. Darrere hi ha una construcció moderna rectangular.